# National Football League 1927
La stagione NFL 1927 fu l'8ª stagione sportiva della National Football League, la massima lega professionistica statunitense di football americano. La stagione iniziò il 19 settembre e si concluse il 19 dicembre 1927 con la vittoria dei New York Giants.
Prima dell'inizio della stagione, la lega decise di eliminare dalla competizione tutte le squadre che versavano in difficoltà finanziarie ed i partecipanti passarono così da 24 a 12. Le squadre restanti furono prevalentemente quelle con sede sulla East Coast o nel Midwest dove la NFL era nata. Le squadre eliminate furono: i Kansas City Cowboys, i Los Angeles Buccaneers, i Detroit Panthers, gli Hartford Blues, i Brooklyn Lions, i Canton Bulldogs, i Milwaukee Badgers, gli Akron Indians, i Racine Tornadoes, i Columbus Tigers, gli Hammond Pros ed i Louisville Colonels. Al loro posto entrarono nella lega i New York Yankees, vi rientrarono i Cleveland Bulldogs ed i Buffalo Rangers ripresero di nuovo il nome di Buffalo Bisons.
La lega, per ragioni poco chiare, espulse anche tutti e cinque i giocatori afroamericani allora presenti, incluso il futuro appartenente alla Pro Football Hall of Fame Fritz Pollard.

## La stagione
La prima partita della stagione fu giocata il 19 settembre 1927, mentre l'ultima venne disputata il 19 dicembre.

### Risultati della stagione
- V = Vittorie, S = Sconfitte, P = Pareggi, PCT = Percentuale di vittorie, PF = Punti Fatti, PS = Punti Subiti
- Nota: nelle stagioni precedenti al 1972 i pareggi non venivano conteggiati nel calcolo della percentuale di vittorie.

| National Football League |    |   |   |     |     |     |
| Squadra                  | V  | S | P | PCT | PF  | PS  |
| New York Giants          | 11 | 1 | 1 | 917 | 197 | 20  |
| Green Bay Packers        | 7  | 2 | 1 | 778 | 113 | 43  |
| Chicago Bears            | 9  | 3 | 2 | 750 | 149 | 98  |
| Cleveland Bulldogs       | 8  | 4 | 1 | 667 | 209 | 107 |
| Providence Steam Roller  | 8  | 5 | 1 | 615 | 105 | 88  |
| New York Yankees         | 7  | 8 | 1 | 467 | 142 | 174 |
| Frankford Yellow Jackets | 6  | 9 | 3 | 400 | 152 | 166 |
| Pottsville Maroons       | 5  | 8 | 0 | 385 | 80  | 163 |
| Chicago Cardinals        | 3  | 7 | 1 | 300 | 69  | 134 |
| Dayton Triangles         | 1  | 6 | 1 | 143 | 15  | 57  |
| Duluth Eskimos           | 1  | 8 | 0 | 111 | 68  | 134 |
| Buffalo Bisons           | 0  | 5 | 0 | 0   | 8   | 123 |

## Vincitore
| Vincitori del Campionato NFL 1927 150px New York Giants 1º titolo |